# Varbergs Stadshus AB
Varbergs Stadshus AB är ett svenskt förvaltningsbolag som agerar moderbolag för de verksamheter som Varbergs kommun har valt att driva i aktiebolagsform. Bolaget ägs helt av kommunen.

## Bolag
Källa: 
- Arena Varberg AB
- Hallands Hamnar AB
- Varbergs Bostadsaktiebolag
- Varbergs fastighetsaktiebolag
- Varberg Energi Aktiebolag
- Vatten & Miljö i Väst AB (Vivab)